# Абия
Абия е щат във Нигерия с площ 6320 км2 и население 4 350 963 души (2007). Административен център е град Умуахия.

## Население
Населението на щата през 2007 година е 4 350 963 души, докато през 1991 година е било 2 297 978 души.